# Carroll Quigley
William Carroll Quigley (* 9. November 1910 in Boston; † 3. Januar 1977 in Washington, D.C.) war ein US-amerikanischer Historiker und Zivilisationstheoretiker.

## Werdegang
Nach dem Schulbesuch in Boston plante er zunächst eine Karriere als Biochemiker, bevor er sich der Geschichtswissenschaft zuwandte. An der Universität Harvard erwarb er Bachelor, Master und Ph.D. und lehrte zunächst in Harvard und Princeton.
Er lehrte ab 1941 an der Edmund A. Walsh School of Foreign Service der Georgetown University in Washington D.C. Sein bekanntester Schüler war der spätere amerikanische Präsident Bill Clinton, der ihn als einen der wichtigsten Professoren seiner Studienzeit bezeichnet. Quigley war als Berater für amerikanische Institutionen wie das Verteidigungsministerium, die US-Marine, das Smithsonian Institute und den Vorläufer der NASA tätig. 
Quigley beschäftigte sich auch mit den Zusammenhängen von Finanzwelt und Politik. Dabei richtete er sein Augenmerk auch auf Eliten wie zum Beispiel das Royal Institute of International Affairs und den Council on Foreign Relations. Sein Hauptwerk ist das Buch Tragödie und Hoffnung (im Original Tragedy and Hope), das auf über 1000 Seiten die Weltgeschichte von 1913 bis 1964 zusammenfasst. In seinen letzten zwölf Lebensjahren widmete er sich einem Werk, das den Einfluss von Änderungen der Waffentechnik auf die Weltgeschichte untersucht (Sociology of Weaponry). Es blieb unvollendet und wurde nach seinem Tod in Teilen veröffentlicht. Seine Hauptthese ist, dass Amateurwaffen die Entstehung demokratischer Systeme fördern und Spezialistenwaffen autoritäre Regierungsformen.
Quigley war seit 1937 mit Lillian May Fox (1917–1993) verheiratet, mit der er zwei Söhne hatte. 

## Werke
- The Public Administration of the Napoleonic Kingdom of Italy (1938), Dissertation, redigiert veröffentlicht ca. 1971, Online-Scan (PDF; 22,5 MB).
- The Evolution of Civilizations (1961). ISBN 0-913966-56-8, Online-Scan.
- Tragedy and Hope: A History of the World in Our Time (1966), ISBN 0-945001-10-X, Online-Scan.
  - Katastrophe und Hoffnung. Eine Geschichte der Welt in unserer Zeit. Übersetzt, eingeleitet und kommentiert von Andreas Bracher. Perseus, Basel 2006, ISBN 3-907564-42-1 (Auswahl).
  - Tragödie und Hoffnung. Eine Geschichte der Welt in unserer Zeit. Kopp, Rottenburg 2016, ISBN 978-3-86445-262-8 (vollständige Übersetzung).
- The Anglo-American Establishment (1981), ISBN 0-945001-01-0, Online-Scan.
  - Das Anglo-Amerikanische Establishment, Kopp, Rottenburg 2016, ISBN 978-386445-299-4 (vollständige Übersetzung).
- Weapons Systems and Political Stability (1983), ISBN 0-8191-2947-X, Online-Scan (PDF; 38,0 MB).